# Sangiban
Sangiban was een vijfde-eeuwse Alaanse koning ten tijde van de Attila's invasie van Gallië (451). Hij was de opvolger van Goar als koning van de Alaanse foederati, die zich in de streek rond Aurelianum hadden gevestigd (het huidige Orléans). Volgens Jordanes had Sangiban Attila vóór de Slag op de Catalaunische Velden beloofd de stadspoorten te open en Aurelianum over te geven aan de Hunnen. De Romeinen en de Visigoten vermoedden echter al zoiets. Zij drongen Sangiban een positie op in het centrum van de lijn recht tegenover de hoofdmacht van de Hunnen. Daar konden zij de Alanen  verhinderen om over te lopen. Voor de Alanen negatief was dat zij daar de volle kracht van de Hunse aanval moesten opvangen, terwijl de Visigoten in staat waren om de Hunnen in de flank aan te vallen en uiteindelijk terug te drijven.
Jordanes beschrijft niet of Sangiban de strijd overleefde. In ieder geval werden de Alanen van Aurelianum een paar jaar later door de Visigoten verslagen. Zij gingen daarna op in het Gotische koninkrijk Toulouse.